# Juan Angola Maconde
Juan Angola Maconde (Comunidad Dorado Chico, Arapata, Coripata, La Paz, 1950) es economista y el principal historiador afroboliviano autodidacta que preside FUNDAFRO, una organización sin ánimo de lucro que busca el rescate de la historia oral y a desarrollar materiales educativos de la historia afroboliviana.    

## Biografía
Inició sus investigaciones, como señala: 

"Para la historia oral tuve como profesores y profesoras a las abuelas y abuelos, con ellos y ellas aprendí en la universidad de la vida".

Después de varios años de investigación empieza a ver la historia de su pueblo desde la diáspora africana. Considera que su pueblo es un grupo social distintivo en varios aspectos incluso en el habla. Su labor se puede ver en al menos tres ámbitos: participación en foros de afrodescendientes, viaje al África y producción intelectual.        

## Obras
Tiene publicaciones internacionales como: 
- Los afrodescendientes bolivianos (2007)[3]
- Comunidad Dorado Chico, Nuestra Historia (2008, 2010)
- Las huellas de nuestra historia (2007)
- Raíces de un pueblo, cultura afro-boliviana (2000)
- Interculturalidad y educación superior (2013) (coautor)
- Las poblaciones Afrodescendientes de América latina y El Caribe (coautor)
- Pasado, Presente y Perspectivas desde el siglo XXI (2012)
- Rutas de la interculturalidad, estudio sobre educación con poblaciones Afrodescendienetes en Ecuador, Bolivia y Colombia" (2011)
- Conocimiento desde adentro, los afrosudamericanos hablan de sus pueblos y sus historias (2010) coautor
- Las palabras pueden (UNICEF, 2007).
- Enciclopedia of the African Diaspora (2006) (coautor)
- Diccionary of the Caribbean and Afro Latin American Biography (2013) (coautor).